# Jonah Hauer-King
Jonah Hauer-King (sinh ngày 30 tháng 5 năm 1995) là một nam diễn viên người Anh. Anh đã thủ vai Laurie trong phiên bản 2017 của BBC Little Women, và đóng vai Andrius Aras trong phim Ashes in the Snow (2018), Bel Powley, David trong Postcards from London (2018), Lucas trong phim Đường về nhà của cún con (2019), và Eric trong Nàng tiên cá (2023). Ngoài ra, anh còn tham gia diễn xuất trong các phim The Song of Names và Once Upon a Time in Staten Island.
Hauer-King sinh ra ở Anh, có mẹ là người Mỹ, nhà sản xuất nhà hát Debra Hauer, và một người cha người Anh, chủ nhà hàng Jeremy King.

## Danh sách phim tham gia

### Điện ảnh
| Năm  | Tựa                               | Vai               | Ghi chú   |
| ---- | --------------------------------- | ----------------- | --------- |
| 2014 | The Maiden                        | AC                | Phim ngắn |
| 2014 | Blue                              | Kool Klown        | Phim ngắn |
| 2015 | Holding on for a Good Time        | Johnnie           | Phim ngắn |
| 2016 | Regardez                          | Byron             | Phim ngắn |
| 2017 | The Last Photograph               | Luke Hammond      |           |
| 2018 | Postcards from London             | David             |           |
| 2018 | Old Boys                          | Winchester        |           |
| 2018 | Ashes in the Snow                 | Andrius Aras      |           |
| 2019 | Đường về nhà của cún con          | Lucas             |           |
| 2019 | The Song of Names                 | Martin aged 17–23 |           |
| 2019 | Once Upon a Time in Staten Island |                   | Hậu kỳ    |
| 2023 | Nàng tiên cá                      | Eric              |           |

### Truyền hình
| Năm  | Tựa           | Vai             | Ghi chú    |
| ---- | ------------- | --------------- | ---------- |
| 2017 | Howards End   | Paul Wilcox     | 2 episodes |
| 2017 | Little Women  | Laurie Laurence | 3 episodes |
| 2019 | World on Fire | Harry Chase     | 7 tập      |